# Разін Євген
Євген Разін (*26 вересня 1964, Слобідка-Шелехівська) — український рок-музикант. Незмінний ударник рок-гурту «Кому вниз».

## Біографія
Народився на Поділлі. З родини технічної інтелігенції. Закінчив КІБІ, працював у радіопромисловості.
З 1988 ударник гурту «Кому вниз».

### Особисте життя
Одружений, має сина Клима.